# 어리귀뚜라미과
어리귀뚜라미과는 메뚜기목 여치아목의 한 과이다. 머리는 둥근 모양이고수컷의 양 날개에는 발달되어있는 마찰기관이 있어서 특징적인 소리를 낸다. 대부분의 종이 땅 위에서 살지만 땅에 굴을 파서 사는 종들도 있다. 세계적으로 약 800종류가 기록되어있으며 한국에는 약 40종이 있다.
생물 분류

동물계> 절지동물문> 곤충강> 메뚜기목